# Кролевецька фабрика «Художнє ткацтво»
Кролевецька фабрика «Художнє ткацтво» — підприємство української текстильної промисловості, колишній провідний виробник художніх декоративно-тканих штучних виробів та тканин.

## Профіль підприємства
Профіль підприємства — виробництво художніх декоративно-тканих штучних виробів та тканин. Це рушники, покривала, доріжки, портьєри, тканини інтер'єрного призначення, панно, накидки на меблі, плахтові тканини, наволочки, купонні тканини для вбрання, диванні наволочки, серветки, постільна білизна, махрові вироби, скатертини. Славнозвісні рушники побували на багатьох міжнародних ярмарках — виставках, зокрема, у Загребі, Флоренції, Нью-Йорку, Монреалі, Торонто, Осаці, Лейпцигу, Брюсселі, Сіднеї. Найкращі зразки виробів експонуються і зберігаються в Сумському обласному художньому музеї, Національному музеї декоративного мистецтва України, Львівському Музеї етнографії та художнього промислу та ін. На фабриці є кімната-музей, в якій зберігаються вироби майстрів далекого минулого.

## Історія

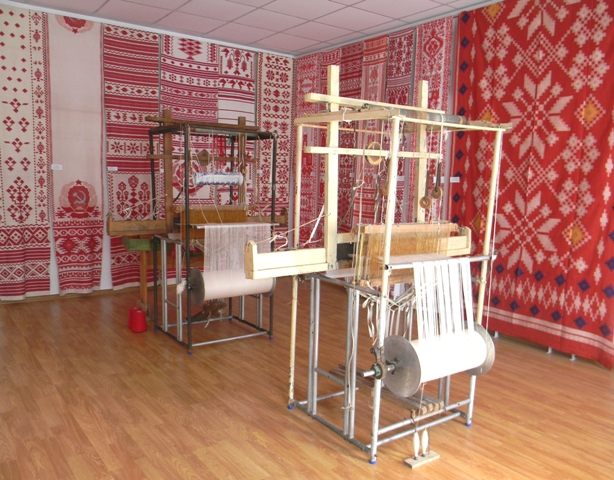
Ткацький верстат, експонат музею

Історія фабрики бере свій початок з 1922 року, коли ткачі-надомники об'єдналися в артіль декоративно-художнього мистецтва «Відродження», головою обрали А. Є. Яценка. На семи вулицях міста розмістили виробничі цехи та майстерні. Вступали до артілі кролевчани зі своїми верстатами. У 1923 році було 35 ткачів, у 1924 — 600, а у 1926 вже 2000 чоловік.
1936 року на Міжнародній виставці прикладного мистецтва у Парижі кролевецький рушник був відзначений золотою медаллю.
У 1939 році артіль виробила продукції на 6,2 млн крб 160 чоловік включилися у знаменитий стаханівський рух. Відомими ткалями-стаханівками були О. Л. Демченко та М. І. Гайова, які перевиконували виробничі завдання на 200—300%.
У роки Другої світової війни в артілі виготовляли невеликі за розміром, без орнаменту рушники для бійців Радянської армії.
Вже у 1944 році запрацював один із цехів артілі. У 1950 році випуск продукції досяг довоєнного рівня.
З 1960 року артіль стала іменуватися «Фабрика художнього ткацтва».
1966 року майстриня фабрики Є. А. Коноваленко була нагороджена орденом Леніна.
Найбільшого розквіту досягла фабрика, коли очолював її А. Е. Брагинський. У 70-х роках Кролевець був одним з провідних центрів візерункового ткацтва в Україні. Продукція експонувалася до 50 країн світу. Саме тоді указом Президії Верховної Ради СРСР від 16 лютого 1976 року Кролевецька фабрика художнього ткацтва була нагороджена орденом «Знак Пошани», 26 працівників підприємства нагороджено орденами і медалями, В. І. Рекусі присвоєно звання Героя Соціалістичної Праці.
У 1982 році фабрикою було випущено продукції на суму 5330 тис. крб 1983 року чисельність працівників підприємства складала 944 осіб.
Головним художником фабрики у 1961—1985 рр. був заслужений художник України Іван Петрович Дудар (1921—2007).
У 1987 році колектив фабрики освоїв випуск нової продукції — махрових виробів. Махрові рушники різних розмірів, серветки, простирадла користувалися неабияким попитом.
З 90-х років минулого століття для фабрики, продукція якої була знана в багатьох країнах світу, настали нелегкі часи. Втративши збут у складних умовах ринку, який тільки зароджувався, кролевецька фабрика художнього ткацтва повільно зупиняла свою роботу. Почався спад виробництва, скорочення асортименту, скоротилась і кількість працюючих.
У 1996 році фабрика працювала лише три місяці. На той час підприємство мало 100 тис. боргів, трирічну заборгованість по зарплаті, значні борги перед бюджетом та Пенсійним фондом. У 1997 році завдяки ентузіазму та ініціативності керівництва та провідних фахівців підприємства було освоєно випуск нової продукції — квітчастих рушників та простирадл, поступово зростали обсяги виробництва.
Але на роботі фабрики істотно позначилась постанова Кабінету Міністрів України «Про приватизацію державних підприємств», у лютому 2001 року почався процес приватизації. Підприємство знову зазнало збитків. З 2001 року фабрика мала назву — відкрите акціонерне товариство «Кролевецька фабрика „Художнє ткацтво“».
Тривалий час підприємство очолювала  Г. К. Ніжник (1997—2006, 2008—2011), під керівництвом якої обсяги виробництва 1999–2000 рр. зросли до 100 тис. грн. щомісяця.
В 2001 році головний художник фабрики, член Спілки майстрів народного мистецтва України В. Г. Савицька нагороджена орденом «За заслуги» III ступеня, Голові правління ВАТ Г. Нижник присвоєно почесне звання «Заслужений працівник промисловості України».
У 2002 році фабрика перебувала у стадії приватизації та реконструкції. У жорстких умовах ринкових відносин адміністрації підприємства довелось піти на значне скорочення штату підприємства. З 2007 року збанкрутіла ткацька фабрика стояла пусткою.
Щоб не втратити вікові надбання кролевецьких майстрів, та на виконання інвестиційного проекту «Відродження Кролевецького рушника — оберега національної культури» у 2008 році Кролевецькою районною радою на місці фабрики було створено комунальне підприємство «Кролевецьке художнє ткацтво».
2018 року колишня ткацька фабрика стала одним з виробничих підприємств національного лідера в текстильній галузі України — Концерну   «Ярослав».